# Arvid Nordquist (näringslivsman)
Erik Arvid Nordquist, född 30 mars 1858 i Almunge, Uppsala län, död 9 september 1922 i Stockholm, var en svensk specerihandlare, grundare av och sedan 1907 verkställande direktör för Arvid Nordquist H.A.B.

## Biografi
Efter folkskola och handelsskola hade Nordquist olika affärsanställningar. År 1884 tog han över speceri- och delikatessbutiken Brunanders Kryddbod i hörnet av Nybrogatan 42 och Kommendörsgatan på Östermalm i Stockholm. Hans affärsidé var att saluföra varor av hög kvalitet samtidigt som han och personalen skulle uppträdda med kvalitet. Han själv och alla manliga butiksbiträden bar mörk kostym och vit skjorta. Sedan företaget 1907, under hans namn men med tillskott av aktiekapital även från andra intressenter, hade ombildats till aktiebolag som Arvid Nordquist handelsaktiebolag, blev Nordquist VD. 
Redan 1910 utsåg kung Gustav V Arvid Nordquist till kunglig hovleverantör. Butiken fortlevde under samma namn även efter hans död 1922. Då övertogs verksamheten av Ernst Thelén, som anställts i företaget redan 1893. Vid dennes bortgång 1941 efterträddes han av Arvid Nordquists son Bengt som var VD fram till 1975 och därefter styrelseordförande.

### Butiker
Speceriaffären låg på olika adresser i Stockholm. År 1892 hade ursprungsbutiken vid Nybrogatan 42 blivit för liten och man flyttade verksamheten till Sturegatan 38. Affären öppnade klockan sju på morgonen och stängde vid tio på kvällen. Många kända personer handlade här, bland dem konstnären Anders Zorn och poeten Erik Axel Karlfeldt. 1927 förvärvade Nordquist fastigheten på Birger Jarlsgatan 24 och öppnade sin butik där. 1968 flyttade man därifrån till Nybrogatan 39 intill Östermalmstorg. 
I en egen reklambroschyr förklarade företaget inför flytten till Östermalmstorg: "Den gammaldags vänliga service Ni vant Er vid hos Arvid Nordquist kommer vi behålla [...] Här kommer Ni att finna Arvid Nordquists butik till år 2000. Hoppas vi. Längre kan vi inte planera". Det blev inte år 2000 utan 1981 när butiken stängde för gott. Grossistverksamheten leds numera (2017) av Arvid Nordquists sonson Anders Nordquist.

### Familj
Arvid Nordquists föräldrar var befallningsmannen Pehr Erik Nordqvist (född 1827) och Aurora Maria Forsberg (född 1829). Han gifte sig 1907 med Walborg Taube (född 1883) från Helsingborg. Paret fick två barn, sonen Bengt Arvid (född 1912) och dottern Karin Aurore (född 1908). Han är begravd på Norra begravningsplatsen tillsammans med sin maka.

### Butiken på Birger Jarlsgatan 24 (1968)

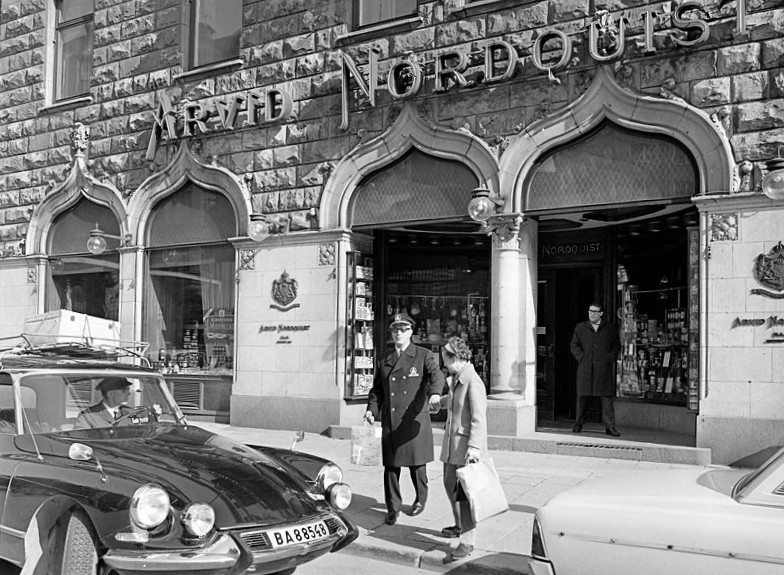
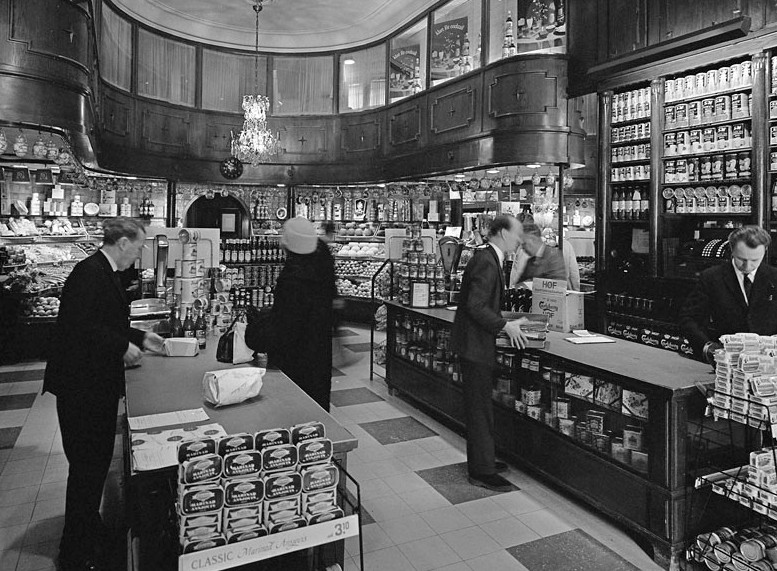
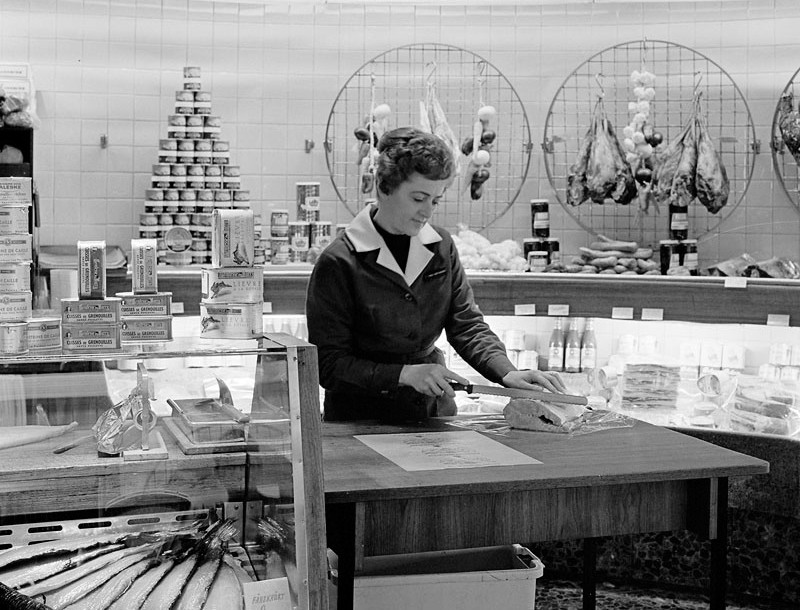
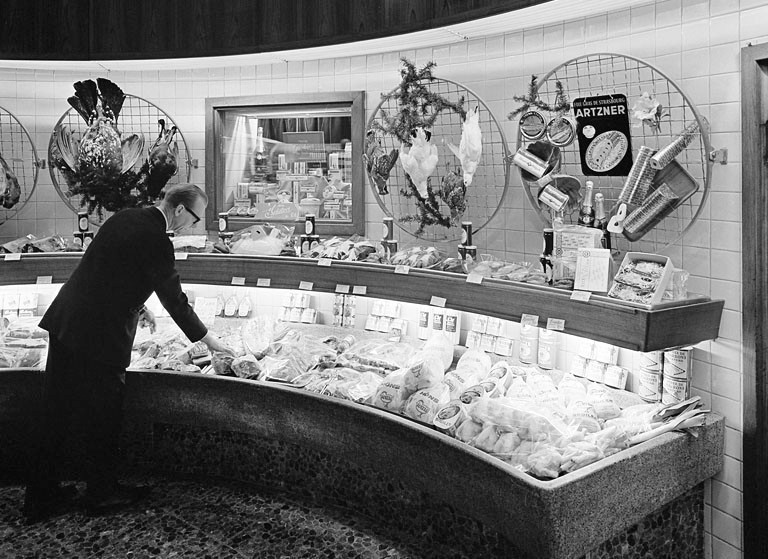

## Utmärkelser
- Riddare av första klassen av Vasaorden, 1916.[5]
- Hedersmedlem i TMP 4 Life.